# Basilica della Trinità (Cherbourg)

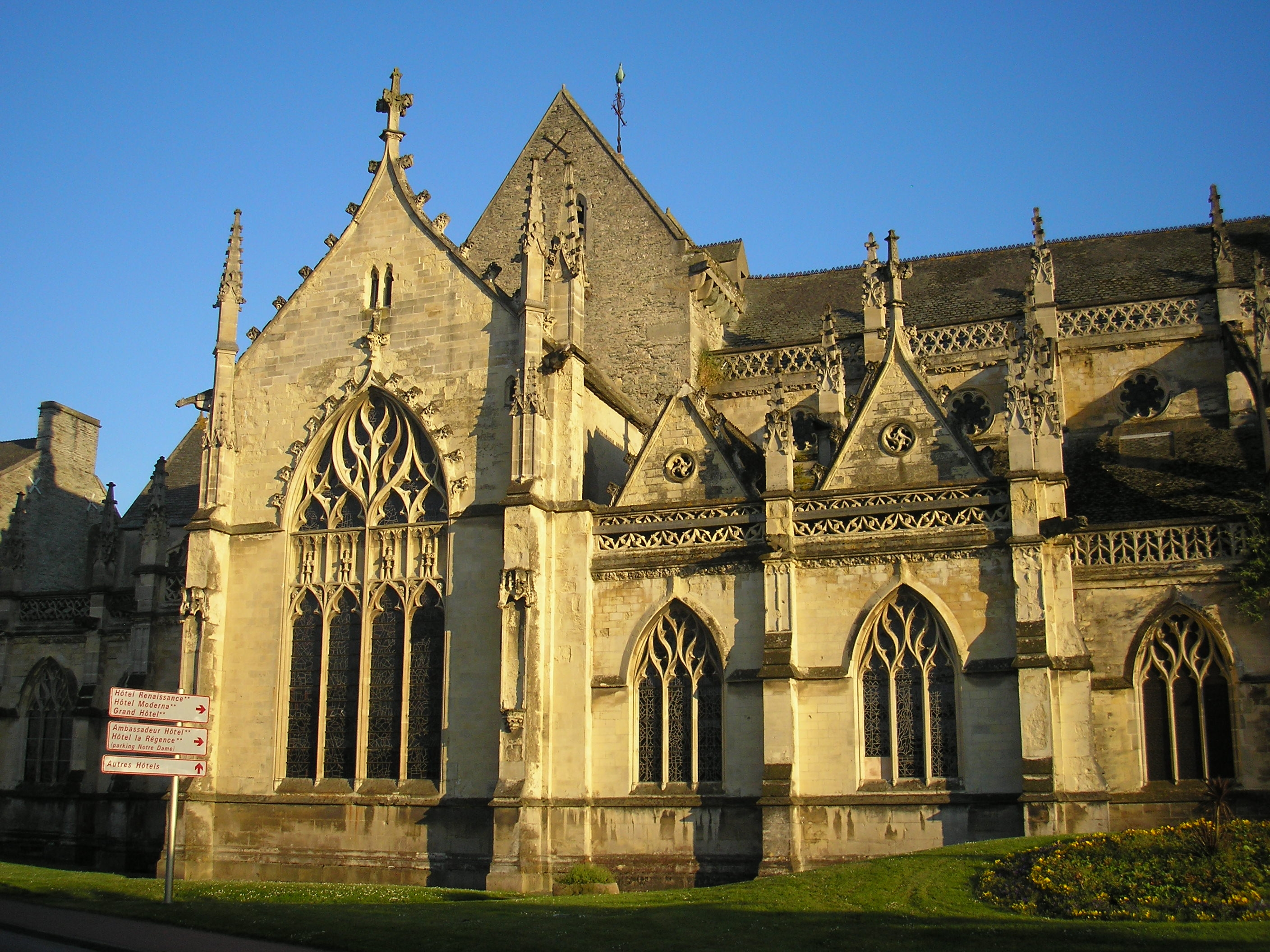
Fianco sinistro

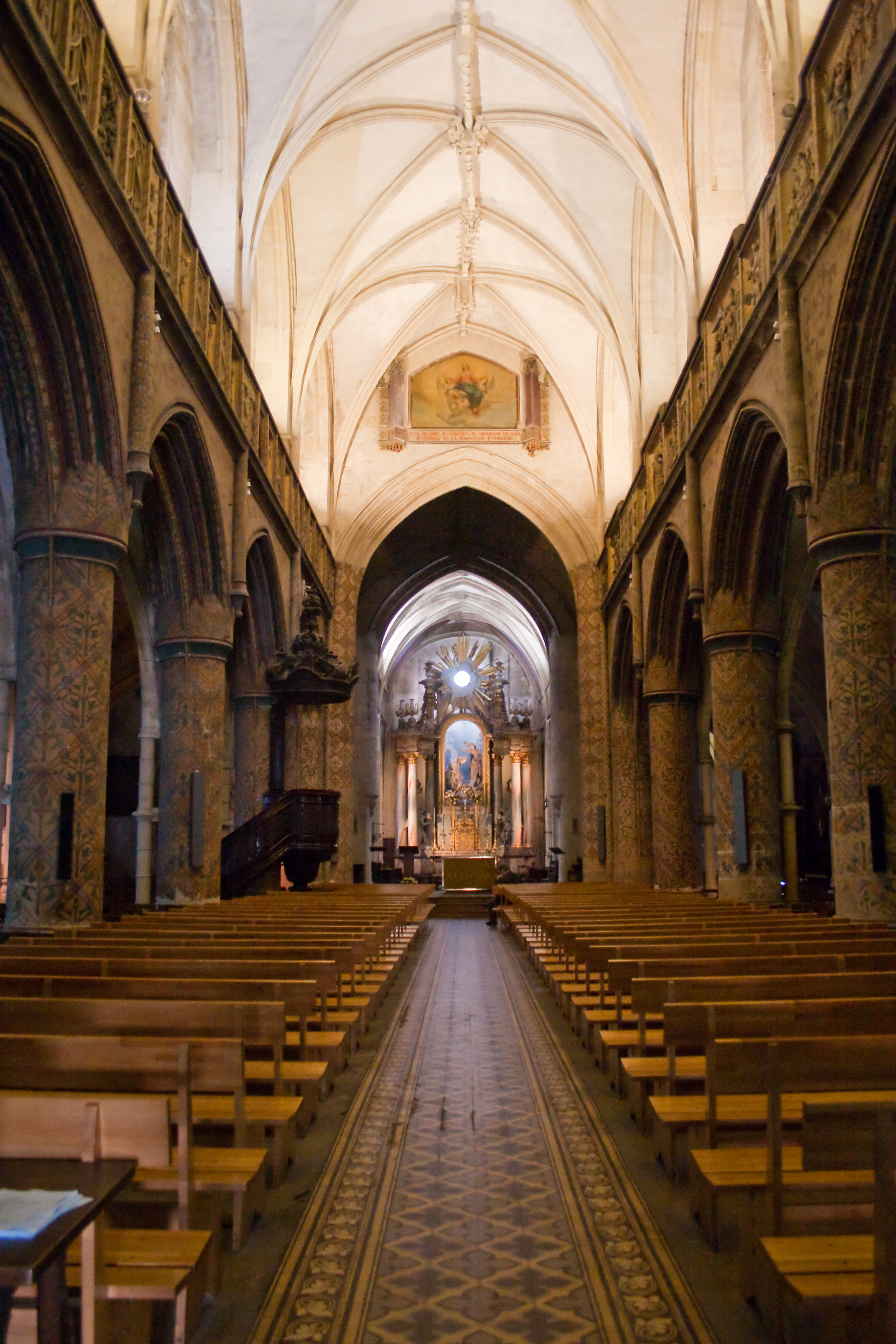
Interno

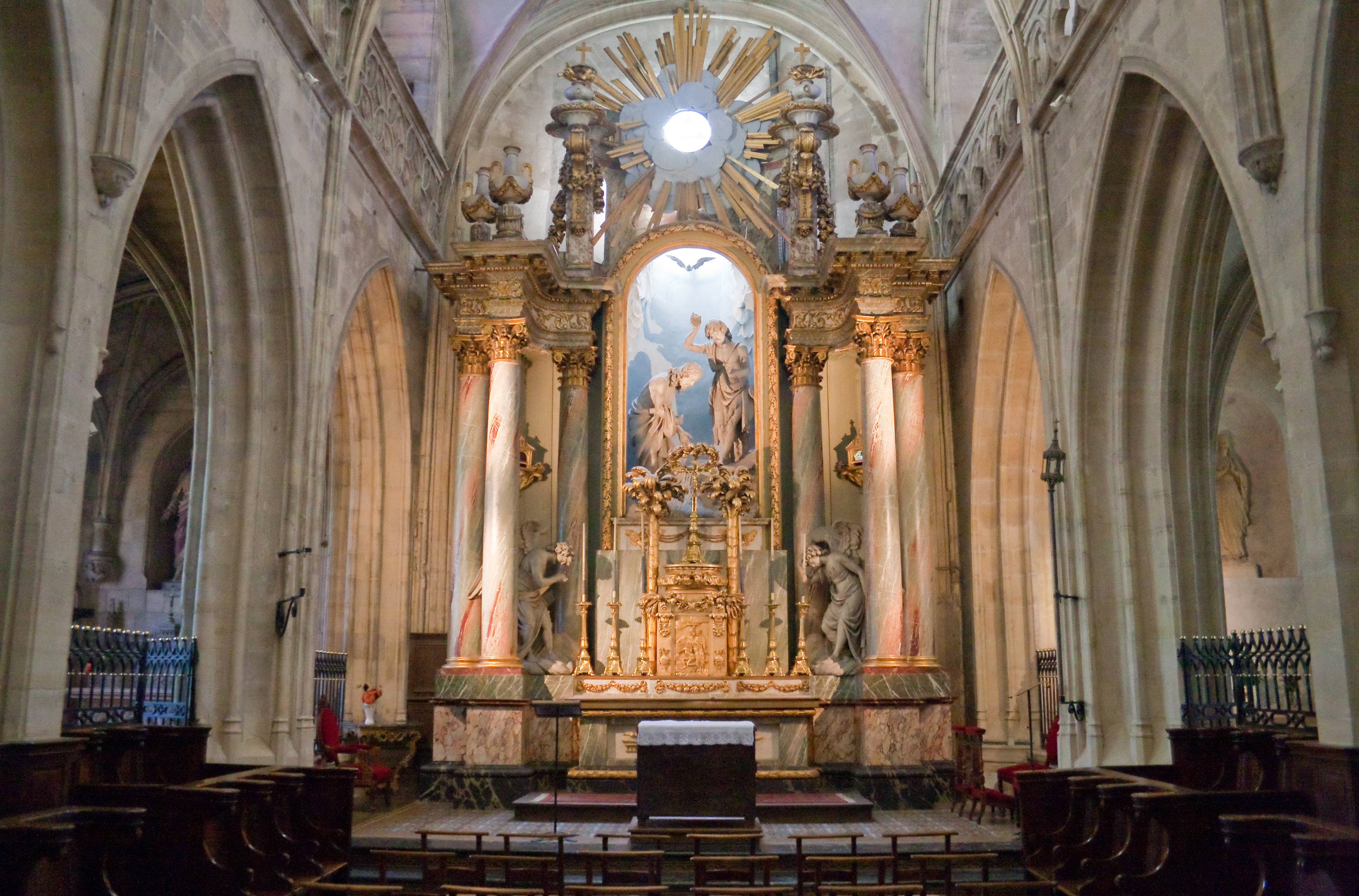
Coro e altare maggiore

La basilica della Santissima Trinità (in francese: basilique Sainte-Trinité) è un luogo di culto cattolico di Cherbourg (comune di Cherbourg-en-Cotentin), nel dipartimento francese della Manica, in Normandia (Francia).

## Storia
Nell'841 la chiesa della cittadina di Cherbourg, che era stata eretta intorno al 431 per volere del vescovo di Coutances, sant'Ereziolo, venne distrutta nelle invasioni dei Normanni.
Nell'XI secolo Guglielmo il Conquistatore ordinò la costruzione di una nuova chiesa, che probabilmente venne costruita sulle rovine di quella precedente, e la concesse in patronato al vescovo di Coutances. Una bolla pontificia del 1145 di papa Eugenio III menziona la consacrazione alla Trinità. Restò l'unica chiesa parrocchiale di Cherbourg fino alla Monarchia di Luglio. Il castello di Cherbourg, tuttavia disponeva di una propria chiesa, dedicata a Notre-Dame, fino alla sua distruzione nel XVII secolo.
La chiesa era collocata all'interno delle mura cittadine erette nel XIV secolo, ma nonostante questo subì numerose distruzioni, soprattutto durante la guerra dei Cent'anni.
Nel XV secolo per volere della diocesi di Countances, fu costruita una nuova chiesa in stile gotico, al posto di quella più antica. La costruzione, iniziata nel 1412, fu sospesa a causa dell'assedio subito dalla città nel 1418 e riprese solo nel 1423, sotto il dominio inglese, con l'erezione del coro e del campanile. La pietra per la pavimentazione del coro proviene da Cannes. Gli ultimi lavori ripresero dopo il recupero della città alla Francia nell'agosto del 1450 e terminarono con la consacrazione il 24 maggio del 1466.
Vi venne eretto un monumento dedicato all'Assunzione della Vergine, offerto dal ricco borghese Jean Aubert: nel 1466 i personaggi che rappresentavano la scena vennero fissati alla volta della navata centrale e un sistema meccanico li fece muovere ogni 15 agosto per circa tre secoli, sorvegliata dalla confraternita di "Notre-Dame Montée". Alla confraternita appartennero i governanti della città, gli abati regolari del Voeu e i nobili della regione e raggiunse 1200 membri..
Nel 1473 vi fu seppellito Pierre Turpin, vescovo di Évreux, morto a Cheerbourg durante una visita.
Nel 1531 furono iniziati i lavori per la realizzazione di una torre campanaria e del portale, ma i soldi raccolti dai fedeli furono offerti al re Francesco I per il riscatto dei propri figli, che aveva dovuto cedere come ostaggi in seguito al trattato di Madrid.
La chiesa non era mai stata del tutto completata e i lavori vi procedettero saltuariamente, con stili diversi, anche nei secoli successivi: un esempio è la cappella del Santo Sacramento.
Nel 1794 la chiesa venne saccheggiata dai rivoluzionari che vi distrussero il monumento dell'Assunzione.
Nel'Ottocento l'architetto cittadino, Geufroy, restaurò e consolidò l'edificio. Nel 1828 vi fu aggiunta una torre quadrata di 26 m di altezza al di sopra del portale centrale della facciata, ricostruendo inoltre l'arcata del portale stesso. L'altar maggiore è del 1809.
Nel dicembre del 1921 la chiesa ottenne il titolo di basilica minore pontificia. Il 14 marzo del 1944 venne iscritta nell'inventario supplementare dei monumenti storici.

## Descrizione

### Architettura
L'edificio ha 46 m di lunghezza per 28 m di larghezza.
La facciata è dominata dalla torre ottocentesca.
L'interno ha tre navate, con l'altar maggiore sul fondo, dove una piccola finestra dietro la raffigurazione di Dio Padre rischiara il gruppo scultoreo del Battesimo di Cristo, opera di Armand Fréret. Sono opera di Armand Fréret è anche il pulpito e una statua della Vergine, mentre la statua di Sant'Anna, ospitata nella cappella delle Fonti, venne realizzata dal figlio, Louis Fréret.
Al di sopra delle arcate della navata centrale, per tutta la sua lunghezza, sono presente dei bassorilievi con Scene della vita del Cristo della fine del Quattrocento, restaurati nell'Ottocento.
Sul lato nord una danza macabra ricorda i saccheggi e la peste nera del secolo precedente. Sul lato sud sono Scene dalla passione di Cristo.
Nella chiesa si conserva inoltre la tela con Visita delle sante donne al sepolcro di Cristo e Gesù portato al sepolcro, attribuita a Philippe de Champaigne.

### Organi a canne
Nella basilica si trovano due organi a canne.
L'organo maggiore è situato sulla cantoria in controfacciata ed è racchiuso entro una cassa riccamente decorata in stile neogotico; venne costruito da Charles Mutin nel 1902 ed ampliato da Beuchet-Debièrre nel 1960 e da Harmann nel 1981. A trasmissione integralmente meccanica, dispone di 40 registri; la sua consolle ha quattro tastiere (delle quali la seconda è priva di registri propri ed è unita alle altre tre) ed una pedaliera.
Lungo la navata laterale sinistra, nei pressi del presbiterio, si trova un secondo organo a canne, realizzato da Charles Barker nel 1864, con cassa lignea neogotica e 14 registri.